# Каничела (Потенца)
Каничела (итал. Canicella) је насеље у Италији у округу Потенца, региону Базиликата.
Према процени из 2011. у насељу је живело 21 становника. Насеље се налази на надморској висини од 788 м.